# سیارک ۱۲۱۸۵
سیارک ۱۲۱۸۵ (به انگلیسی: 12185 Gasprinskij، نامگذاری:1976SL5) دوازده هزار و صد و هشتاد و پنجمین سیارک کشف شده‌است که در ۲۴ سپتامبر ۱۹۷۶ کشف شد.
قدر مطلق سیارک برابر ۱۴٫۰۰ است.